# Город-сад Форос
Город-сад Форос — неосуществлённый проект 1910-х годов Григория Константиновича Ушкова по созданию «элитного» дачного посёлка в имении Форос.

## Форос Ушковых
После смерти в 1895 году хозяина Фороса А. Г. Кузнецова последний отошёл к его сестре, Елизавете (встречаются варианты Екатерина и Мария) Григорьевне Кузнецовой, супруге Константина Капитоновича Ушкова, совладельца Товарищества химических заводов П. К. Ушкова и К°. После смерти Кузнецовой
имением совместно владели Константин Капитонович и его сын Григорий Константинович Ушковы, но, фактически, Форосом управлял Григорий, а Константин Капитонович занимался химической промышленностью.

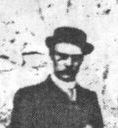
Григорий Константинович Ушков, 1897 г.

Будучи очень честолюбивым («стремится быть первым буквально во всём») Григорий Константинович «загорелся» идеей сделать из Фороса курорт мирового уровня. Уже в 1899 году в усадьбе построили электростанцию и провели электрическое освещение. На Южном берегу не было ипподрома — Ушков привозит из Москвы лошадей и устраивает ипподром в западной части парка (затея не приносила доходов и лошадей вернули в Москву). Вкладывает огромные силы и средства в улучшение и без того роскошного парка: Ушков, будучи прекрасным ботаником, активно обустраивал и ранее роскошный парк: лично ездил за новыми растениями в Америку и Африку, не доверяя никому покупку новых экземпляров. Григорий Константинович знал в парке каждое дерево и куст и все работы по посадке — пересадке растений производились только с его ведома.
 В Форосе открыли казино, кегельбаны, теннисные корты, тир. Но всё упиралось в отсутствие путей сообщения. В начале века надежду дал проект железной дороги Н. Г. Гарина-Михайловского. Русско-японская война заставила приостановить преобразования. После внезапной смерти Гарина-Михайловского в 1906 году стали активно продвигать проект трассы будущей железной дороги Бахчисарай — Ялта. Такой вариант пути делал бессмысленной идею нового курорта и Ушков начал борьбу за линию Севастополь — Ялта.

Только в 1915 году ушковское «Общество крымских железных дорог» было наконец признано состоявшимся (деньги на строительство предоставил один из сибирских банков) и стало возможным строительство дачного посёлка.

## Город-сад Форос
Как раз к этому времени, в январе 1915 года, в Таврическом дворце Петрограда на всероссийском «Съезде по улучшению лечебных местностей и учреждений» постановили, что в условиях вызванной войной изоляции приоритетным становится развитие отечественных курортов. Результатом съезда стало появление проектов новых курортов в Крыму и на Кавказе, в том числе и города-сада Форос (автор проекта неизвестен). К 1916 году план нового города-сада был утверждён правительственной комиссией и общественными учреждениями и 9 марта того же года состоялась торжественная закладка Форосского курорта В единственном выпущенном в 1916 году номере журнала «Русская Ривьера» будущему курорту была посвящена заметка
Владелец этого имения строитель Южнобережной железной дороги инженер Г. К. Ушаков устраивает здесь огромный курорт, создание которого будет стоить около 6 милл. руб. Недавно состоялась закладка нового курорта. Здесь будет устроен, как сообщает «Южн. Кр.», город-сад с гостиницами, санаториями. Часть имения будет разбита на участки, которые будут продаваться частным лицам для застройки
9 марта 1916 года состоялась торжественная закладка Форосского курорта по одобренному правительством и общественными учреждениями плану.

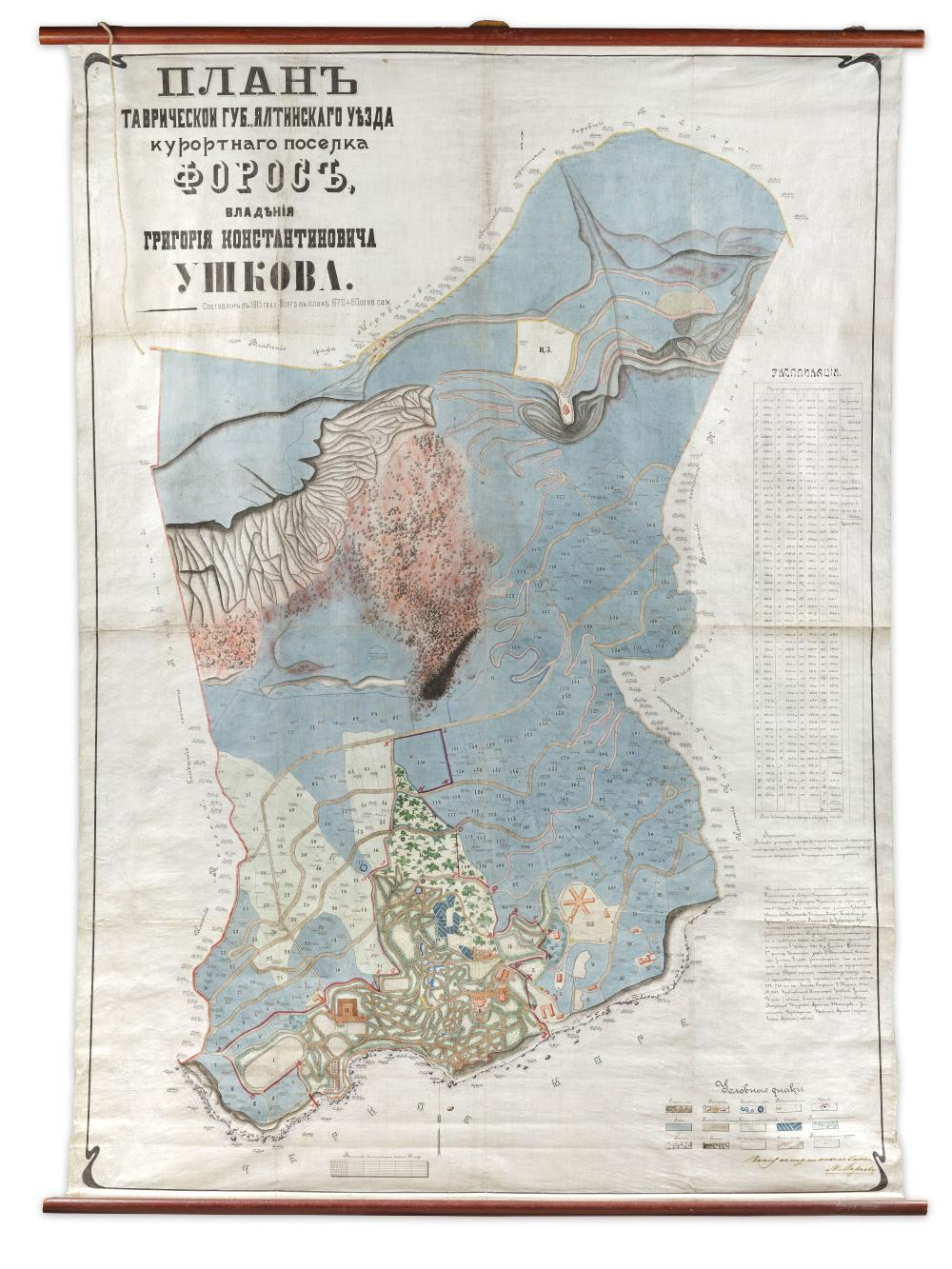
План Фороса с границами участков под продажу.

В 1917 году Г. К. Ушков выпустил в московском издательстве А. Н. Мамонтова рекламную брошюру с подробным рассказом о местоположении и особенностях строящегося посёлка и описанием продающихся участков. На момент издания рекламного проспекта в Форосе уже имелись каменные конюшня, каретный сарай, небольшой гараж, баня, павильоны «для продажи спортивных принадлежностей» и минеральных вод, три оранжереи, кузнечная, слесарная и столярная мастерские, скотный двор. Некое «громадное здание в бетонных столбах» переделали в «завитую зеленью перголу для публики, желающей слушать музыку», уже работали деревянные тир и кегельбан. Также были устроены «единственная на южном берегу Крыма выровненная по ватерпасу, площадь около полуверсты в окружности для устройства спортивных игр» и площадка для детских игр. Посёлок был соединён телефонной линией с крымской сетью. Для служащих курорта предполагалось возвести отдельные коттеджи с садиками и палисадниками, примыкающие к своему естественному парку (то есть, лесу). Скотный двор планировалось перенести выше в горы «в особо устроенную швейцарскую молочную ферму» к которой, и вообще в горы, проложить «альпийские тропинки для горных прогулок». Существующая полуверстовая набережная удлинялась вдвое. Судя по содержанию брошюры, в 1917 году только планировалась планировка участков под будущие виллы, пансионы и общественные здания. Также ещё не было начато устройство соответствующей инфроструктуры: водопровода, канализации, электрификации и прочего. Сообщение с будущей железнодорожной станцией планировалось осуществлять от торговой площади фуникулёром за отдельную плату. Предполагалось открыть мужское и женское средние учебные заведения, больницу, пансионы, аптеки, нотариальные конторы, гостиницы, рестораны, различные увеселительные заведения и прочее.
В обязанности будущих владельцев участков входило ограждение «красивой не глухой и не деревянной оградой» участка со стороны мест общего пользования, с соседями — каменной стеной, по возможности, завитой зеленью, а и подпорные стены должны быть «хорошей красивой кладки». Оградить участок полагалось в течение года, в тот же срок (а «в случае неокончаниія войны в 1917 году, год спустя после прекращения военных действий» — начать застройку. Здания должны были строиться в 5 саженях от улицы, участки перед домами должно быть засаженными декоративными растениями и цветами (перед гостиницами выше 3 этажей — 10 саженей). Запрещалось создание предприятий и других «устройств, портящих дымом, или запахом, воздух», без особого на то разрешения. Земли парка не подлежали продаже ни на каких условиях, владельцам участков и членам их семей хозяева Фороса обязывались выдавать бесплатные билеты на вход в парк. С домовладельцев планировали собирать налог на городские нужды. Расходование полученных денег должен был контролировать уполномоченный, выбранный жителями из своей среды.
Всего для продажи было распланировано 200 участков, все имели различную площадь (в основном от 500 до 1000 квадратных саженей и очень разной, в зависимости от местоположения, ценой: от 12 до 200 рублей за квадратную сажень. Были ли проданы какие либо участки до революции — неизвестно. Не ясна точно и судьба владельца Фороса, Григория Константиновича Ушкова: по одной версии летом 1920 года, взяв наиболее ценные вещи, он уехал за границу и умер в Афинах, по другой — Ушков прямо в Форосе погрузил имущество на маленький пароход, который потерпел крушение на пути в Стамбул.